# Gaspard de Perrinet
Gaspard de Perrinet (1570-1654) was een Frans militair en politicus in de Dauphiné. Hij was een voorman van de hugenoten aldaar.

## Levensloop

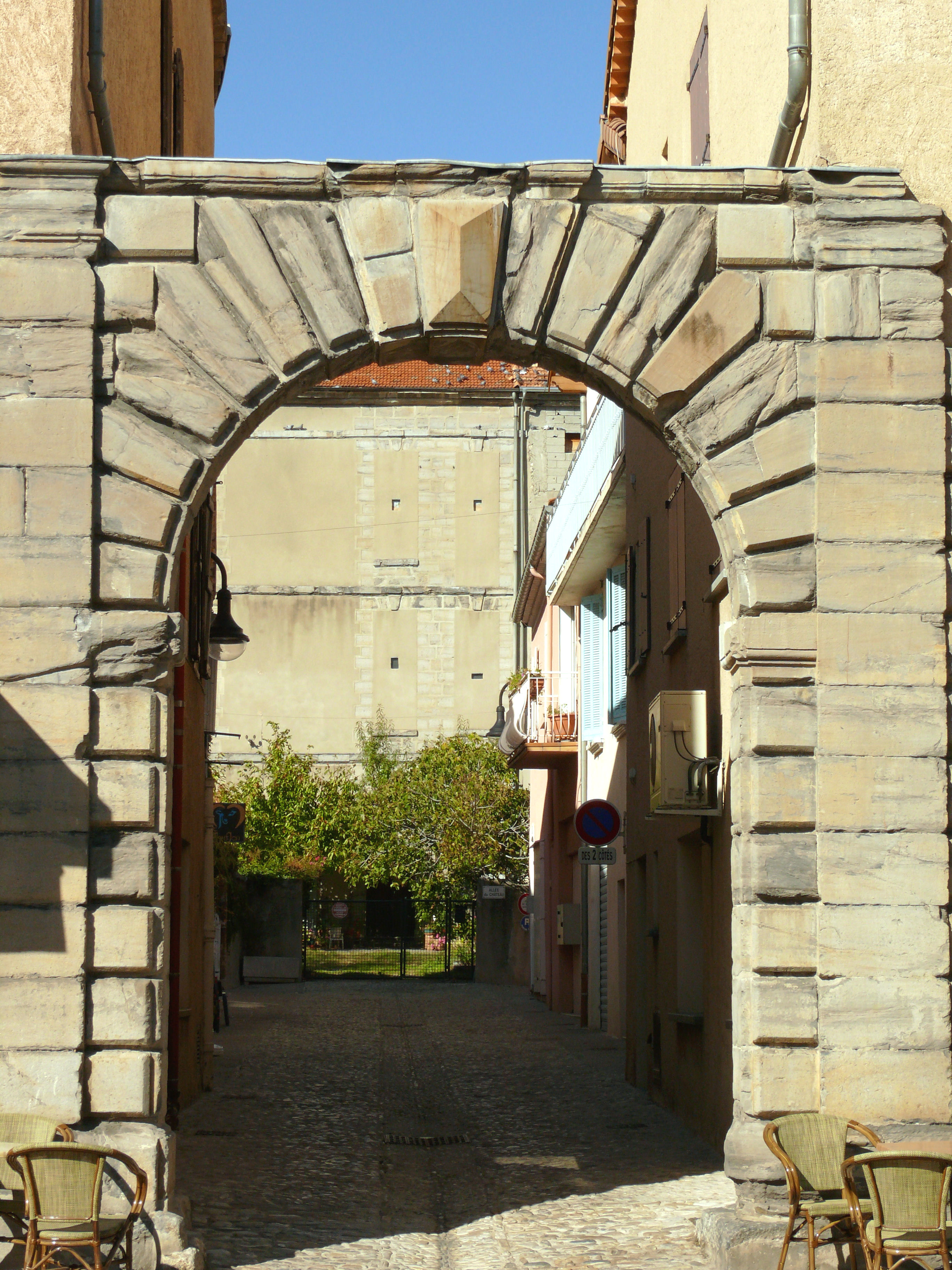
Monumentale toegangspoort tot het binnenhof van het kasteel van Laragne. Dit kasteel was het grootste gebouwd in de streek in de 17e eeuw, maar werd na de verkoop door de familie de Perrinet verwaarloosd en deels afgebroken.

De Perrinet was de zoon van een protestants burger uit Die. Hij groeide op in die stad tijdens de Hugenotenoorlogen. Hij koos aanvankelijk voor een militaire carrière en vervoegde het leger van François de Bonne de Lesdiguières, de protestantse legeraanvoerder in de Dauphiné. In 1593 huwde de Perrinet met Madeleine Disdier, de dochter van de gouverneur van het kasteel van Serres. Die versterkte stad was het hoofdkwartier van het protestantse leger in de Dauphiné. De Perrinet verwierf een huis in Serres maar verhuisde daarna naar Grenoble. Daar werd hij verkozen tot consul en zette zich in voor de wederopbouw en de verfraaiing van de stad. Daarvoor trok hij ambachtslieden en kunstenaars aan uit de rest van Frankrijk, maar ook uit Italië en Holland. Al in 1594 begon hij met de aankoop van magistraatsambten bij het Parlement van Grenoble, het hoogste rechtscollege van de Dauphiné. Deze brachten in de loop der jaren veel geld op. De Perrinet kocht hiermee gronden en heerlijkheden. Zo kocht hij in 1604 de baronie van Arzeliers. Daar liet hij vanaf 1609 een nieuw kasteel bouwen in de plaats Laragne. Deze bouw sleepte dertig jaar aan en slorpte geld op, door twee branden in het kasteel in aanbouw (in 1619 en 1626), door de bouw van een extra verdieping en door de aankoop van tientallen schilderijen om het kasteel te verfraaien. Hij liet ook zijn huis in Serres renoveren en zijn huis in Grenoble liet hij uitbreiden met een gaanderij. Hiervoor stak hij zich diep in de schulden.
De Perrinet bleef politiek actief. Hij zetelde in de commissie die in de Dauphiné moest toezien op de uitvoering van het Edict van Nantes (1598) dat godsdienstvrijheid toekende aan de protestanten. Hij zetelde in de provinciale staten van de Daupiné die bijeenkwamen in 1605 en 1620 en hij woonde de synode van Dieulefit in 1615 bij.

## Overlijden en nalatenschap
In 1653 overleed Alexandre de Perrinet, de zoon van Gaspard. Het jaar erop overleed Gaspard de Perrinet. Zijn erfenis, nog voor een deel bezwaard met schulden, ging naar zijn kleinzoon Daniel. Omdat deze nog minderjarig was, werden de goederen voorlopig beheerd door diens moeder, Suzanne de Launay. In 1685 trok het Edict van Fontainebleau de godsdienstvrijheid van de protestanten in en de familie de Perrinet week uit naar het buitenland.